# ویدا یرمن
ویدا یرمن (کرواتی: Vida Jerman; ۲۸ مهٔ ۱۹۳۹ – ۱۰ دسامبر ۲۰۱۱) بازیگر اهل کرواسی بود.